# Wir wollen nur deine Seele (Buch)
Wir wollen nur deine Seele (ISBN 3-87857-192-5) ist ein 1984 erstmals erschienenes Buch von Ulrich Bäumer, das über den christlich-missionarischen Literaturverlag der Evangelischen Gesellschaft für Deutschland herausgegeben und vertrieben wurde. Es befasst sich aus evangelikaler Sicht mit okkulten und satanischen Einflüssen in der Rockmusik und warnt vor den möglichen Folgen dieses Musikkonsums. Es erreichte mehrere Auflagen und wurde über Kleinanzeigen in entsprechenden Szene-Organen wie dem Metal Hammer kostenlos angeboten.

## Grundgedanken
Ulrich Bäumer beleuchtet die Entwicklung des Hard Rock von frühen Vertretern wie Led Zeppelin und Black Sabbath bis hin zu (zum Drucklegungszeitpunkt) extremeren Bands wie Slayer und Venom. Die Grundthese des Autors ist, dass sowohl Musiker als auch Fans dieser Musikrichtung empfänglich für dämonische Einflüsse seien. Dies wird anhand zahlreicher Textbeispiele, aber auch anhand von Vorfällen rund um die Hard-Rock- und Heavy-Metal-Musik begründet. Dabei wird versucht, mithilfe von oft sehr losen Indizienketten von Texten oder Musikeraussagen auf satanische Kontrolle zu schließen.
Um seinen Thesen einen wissenschaftlichen Anstrich zu geben, zitiert Bäumer auch andere Autoren und überträgt die Verhaltensbeobachtung schamanischer Kulturen auf Hard Rock und Metal, indem er eine Schnittmenge aus
- einem ständig treibenden Rhythmus,
- repetitiven musikalischen Themen und
- wilder Ausdrucksweise

konstruiert.
Auf dieser Grundlage kommt er zu dem Ergebnis, dass der Konsum dieser Musik zwar nicht zwingend zur Besessenheit führe, aber eine deutlich höhere Gefährdung mit sich bringe:

„Trance ist damit die grundsätzliche Voraussetzung für das Phänomen der Besessenheit durch einen fremden Geist.“

Als wissenschaftliche Begründung führt Bäumer ein Zitat des Parapsychologen W. F. Bonin an:

„Musik hat offensichtlich einen stimulierenden Effekt, der Parapsychisches begünstigen könnte. Musik kann den Bewusstseinszustand ändern, z. B. zur Trance führen, sie kann aber auch einfach das Auftauchen von außersinnlichen Wahrnehmungen begünstigen.“

Als Unterstützung von missionarischer Seite beruft sich Bäumer auf Aussagen von Bob Larson, den er im Buch zwar als „ehemals selbst aktiven Rockmusiker“ bezeichnet, der aber vor allem als evangelikaler Prediger bekannt wurde und sich auch mit Exorzismen beschäftigte:

„Satan benutzt Hardrock, um diese Generation en masse zu beherrschen. Mit meinen eigenen Augen habe ich Jugendliche gesehen, die beim Tanzen zu Rockmusik von Dämonen besessen wurden.“

Der restliche Inhalt des Buchs beschäftigt sich mit Beispielen, die vermeintlich dämonische Einflüsse und Präsenzen auf Rockmusiker oder Fans beweisen sollen. Dabei handelt es sich um eine Mischung aus subjektiven Interpretationen tatsächlicher Vorgänge (zum Beispiel die Ermordung eines Fans beim Auftritt der Rolling Stones auf dem Altamont Free Concert durch einen Hells Angel) und Aussagen von Musikern, die sich zum Okkulten bekannt haben. Darüber hinaus gibt es auch viele Behauptungen ohne Quellennachweis. Insofern ist es für den Leser nicht immer nachvollziehbar, wie Bäumer zu seinen Aussagen kommt oder woher die Informationen stammen. Die entsprechenden Berichte aus der Musikszene werden anhand von Bibelzitaten aus evangelikaler Perspektive betrachtet mit dem Ergebnis, dass die christliche Lehre vor solchen Gefahren immer gewarnt habe und dass man sich von dieser Musik abwenden müsse. Als einzigen Ausweg sieht Bäumer den Vorschlag, den Walter Kohli in seinem Werk Rock-Musik und christliche Lebenshaltung machte, nämlich konsequente Vernichtung der Tonträger mit dieser Musik:

„Zur Zeit der Apostel wurden kostspielige Zauberbücher verbrannt. Genauso müssen heute Gefangene der Rock-Musik ihre Schallplatten mit okkultem, gotteslästerlichem und schmutzigem Inhalt vernichten, wenn das Wort des Herrn mächtig in ihnen wachsen und die Oberhand gewinnen will.“

## Einordnung in den Zeitgeist
Das Buch stammt aus den frühen 1980er Jahren. In dieser Zeit endete gerade die Hochphase der Parapsychologie, in der das Thema übersinnlicher Phänomene nicht nur ein reges gesellschaftliches Interesse weckte, sondern auch wissenschaftliche und militärische Forschungen betrieben wurden. Zudem führte die Hippie-Bewegung musikkulturell zu einem Streben nach Transzendenz und psychedelischen Erfahrungen, wobei auch der Konsum bewusstseinserweiternder Drogen wie LSD eine große Rolle spielte. Es gehörte zu diesem Zeitgeist, dass sich Rockmusiker, die in dieser Ära geprägt wurden, öfter für Experimente mit dem Okkulten interessierten oder sich zu esoterischen Philosophien bekannten. Hierzu enthält Bäumers Buch eine Reihe originaler Zitate, die durch alte Interviews in der Musikpresse belegt sind. Einen besonders großen Einfluss auf die Rockmusik hatten seinerzeit die Schriften von Aleister Crowley. Die späteren Bands aus dem extremen Metal, die im Buch noch besprochen werden, waren dafür bekannt, dass sie offen antichristliche Propaganda zum Bestandteil ihres Bandimages machten. Es ist auch als belegt anzusehen, dass Musiker wie King Diamond und Ritchie Blackmore davon überzeugt sind, in dieser Zeit übersinnliche Erfahrungen gemacht zu haben.
Insofern ist nicht zu leugnen, dass okkulte und dämonische Themen in Teilen durchaus einen ernsthaften Reiz auf manche Anhänger der Musik ausgeübt haben.
In der katholischen Lehre fand allerdings zur gleichen Zeit ein Umdenken in der religiösen Deutung von Besessenheit und paranormalen Erscheinungen statt. In Deutschland entschied sich die Bischofskonferenz nach dem Tod der vermeintlich besessenen Anneliese Michel, zukünftig Mediziner und Psychiater zur Beurteilung hinzuzuziehen. Trance- und Besessenheitszustände sind medizinisch in der ICD-Kodierung definiert. Auch andere christliche Richtungen haben sich der Psychologie und Psychotherapie stärker angenähert und vom Gedanken einer Besessenheit zunehmend entfernt. Geistliche wie Jörg Müller vertreten sogar die Auffassung, dass bei vermeintlicher „Besessenheit“ immer psychische Erkrankungen vorliegen und der Exorzismus in den Bereich Aberglaube und Schamanismus eingeordnet werden müsse.
Insofern ist festzustellen, dass das Buch in einem zeitlichen Rahmen entstand, in dem einerseits Okkultismus große Popularität genoss, andererseits die christliche Lehre allmählich den Gedanken an tatsächliche Besessenheit durch Teufel und Dämonen zurückstellte.

## Kritik und unbelegte Aussagen
Neben der zeitgenössischen Annäherung an das Okkulte durch einzelne Rockmusiker, die durchaus belegt ist und zum Teil von den Musikern selbst offen geäußert wurde, erfolgen Bäumers Interpretationen einer potenziellen dämonischen Besessenheit ausschließlich durch Vergleiche mit der Bibel und zum Teil auch sehr frei und über die heutige kirchliche Lehre hinaus. Zu den sehr freien Interpretationen oder auch unbelegten Behauptungen (die oft mit Formulierungen wie „Ich hörte von einem Fan, der …“ eingeleitet werden) gehören folgende Punkte:
- Der Led-Zeppelin-Song Stairway to Heaven sei rückwärts abgespielt ein satanisches Glaubensbekenntnis, das unter anderem Textzeilen wie „I will sing because I live with Satan“ enthalte (S. 26).
- Der Black-Oak-Arkansas-Song When Electricity Came to Arkansas lasse sich ebenfalls rückwärts abspielen und enthalte die Textzeile „Satan, Satan, Satan. He is god, he is god, he is god“ (S. 27).
- Der Bandname von AC/DC beziehe sich nicht auf die englischen Bezeichnungen für Wechselstrom und Gleichstrom, sondern stehe in Wirklichkeit für Antichrist/Death to Christ. Als vermeintlicher Beleg für eine höllische Verbindung der Band wird der Song Hells Bells herangezogen (S. 80).
- Das Konzert der Rolling Stones in Altamont, bei dem ein aggressiver Fan von einem Hells Angel erstochen wurde, beschreibt Bäumer wie folgt:

„Junge Leute zogen sich nackt aus und wollten sich auf dem Altar als Menschenopfer für die Hells Angels darbieten.“

- Zur wilden Bühnenshow von Musikern wie Angus Young, Ginger Baker oder Meat Loaf schreibt er:

„Jeder, der sich mit okkulten Phänomenen auskennt, erkennt hier auf den ersten Blick untrügliche Kennzeichen dämonischer Kontrolle!“

- Den Erfolg der Beatles führt Bäumer darauf zurück, dass John Lennon dem Teufel seine Seele verkauft habe. Die spätere Ermordung durch Mark David Chapman sei der Preis für diesen Deal gewesen (S. 55).
- Ein medial begabter Dorfbewohner habe unter dem Einfluss von Michael Karoli gestanden, wenn Michael Gitarre spielte. Es sei aufgefallen, dass der Dorfbewohner immer Holz genau im Takt des Gitarrenspiels hackte (S. 58).
- Wenn Jaki Liebezeit im Studio einen Song abgebrochen habe, sei auch die Studiouhr stehengeblieben (S. 59).
- Der Bandname Kiss sei eine Abkürzung für Kings In Satanic Service. Ein nicht näher beschriebener Junge habe in seinem Kinderzimmer ein Kiss-Poster angebetet. Daraufhin habe es angefangen zu leuchten und Gene Simmons habe seine Zunge bewegt (S. 65).
- Pink Floyd hätten während eines Konzerts den anwesenden Satanisten „auf medialer Ebene mitgeteilt, die Musiker seien welche von den ihrigen“ (S. 91).

## Rezeption
In der Rock-Kulturszene wurde das Buch eher als unfreiwillig komisch betrachtet; die Band Die Ärzte wählte den Titel ihres Live-Albums Wir wollen nur deine Seele in Anspielung darauf. Eine wissenschaftliche Rezeption des Buches gibt es nicht. Wenn das Buch erwähnt wird, dann kritisch. So urteilt die Scientology-Arbeitsgruppe in der Behörde für Inneres der Freien Hansestadt Hamburg in der Veröffentlichung Okkultismus und Satanismus zu Bäumers Buch:

„Selbst heute geistert noch die Veröffentlichung von U. Bäumer, „Wir wollen nur deine Seele – Rockmusik und Satanismus – Daten, Fakten, Hintergründe“, mit seinen teilweise willkürlichen Schlussfolgerungen durch deutsche Buchhandlungen. […] Nicht nur dass Bäumer linguistisch daneben liegt, denn Satanismus war nicht das Problem der Rockmusik, ergeht er sich in spekulative Hypothesen, deren Beweis er nicht anzutreten vermag.“

Die Fachzeitschrift Psychologie Heute behandelte unter dem Titel „Die beglückende Härte des Heavy Metal“ das therapeutische Potenzial dieser Musikrichtung und stellte es den alarmistischen Behauptungen Bäumers gegenüber:

„Bäumer nahm darin keine Differenzierungen vor und verrührte alles, was verzerrte Gitarren und ein düsteres Image aufwies, zu einem Brei des Bösen: „Rockgruppen, die mit dem Okkulten spielen, öffnen sich damit automatisch satanischen Mächten und laufen Gefahr, dass sich der ursprüngliche ‚Spaß‘ schneller mit teuflischem Ernst verbindet, als ihnen lieb sein kann.“ Solche alarmistischen Einlassungen zu Metal waren bis weit in die 1990er Jahre verbreitet.“